# Apéritif géant
O apéritif géant (ou apéro géant, ou ainda aperitivo gigante em português) é uma prática social surgida na França em 2009, reunindo através do site de rede social Facebook um grande número de pessoas (até dezenas de milhares) em uma praça para comer e beber juntos.
Isso tem gerado muito debate na França em maio de 2010 após a morte de um jovem durante uma bebida gigante atraiu mais de 10.000 pessoas na cidade de Nantes, em na noite de 12 de maio (e madrugada de 13 de maio) de 2010.